# Lituânia nos Jogos Olímpicos de Inverno da Juventude de 2012
A Lituânia competiu nos Jogos Olímpicos de Inverno da Juventude de 2012, realizados em Innsbruck, Áustria.